# Sektionschef
Sektionschef ist in Österreich ein Amtstitel hochrangiger Ministerialbeamter, und war es in der Vergangenheit ebenso in Deutschland.

## Deutschland
In manchen Teilstaaten des  Deutschen Reichs führte bis ca. 1915 der jeweils ranghöchste Beamte eines Ministeriums den Titel Sektionschef. In Preußen wurden so auch die Leiter größerer staatlicher Institute bezeichnet, z. B. bei dem Gradmessungsbüro in Berlin. Ihn hatte in der Regel ein Ministerialdirektor inne.

## Österreich
Sektionschef ist der Amtstitel (Dienstklasse IX) und zugleich die Verwendungsbezeichnung der Leiter von Sektionen in Bundesministerien, also der obersten Gliederung der Geschäftseinteilung. Ihm unmittelbar nachgeordnet ist die Verwendung Abteilungsleiter. Der Sektionschef ist der ranghöchste Beamte des jeweiligen Ministeriums. Er untersteht nur dem Bundesminister selbst, einem Staatssekretär (der aber keine Weisungsbefugnis hat), oder einem Generalsekretär (weisungsbefugt, welcher dann ranghöherer Beamter ist). Im Unterschied zu Ministern und Staatssekretären, die politische Funktionen der Bundesregierung sind, werden Sektionschefs – als Fachbeamte – im Allgemeinen bei Regierungswechsel nicht ausgetauscht. Damit sorgen sie für die Kontinuität der ministeriellen Arbeit: Ein Sektionsleiter wird auf fünf Jahre bestellt, dann muss er in dieser Funktion bestätigt werden. Ist das geschehen, bleibt er in dieser Funktion bis zur Pensionierung. 
Während der Habsburgermonarchie rangierten, ab der Mitte des 19. Jahrhunderts, die Sektionschefs (Diätenklasse IV, gleichrangig dem Feldmarschalleutnant) nach den Ministern (Diätenklasse II) und den Unterstaatssekretären (Diätenklasse III), doch vor den Ministerialräten (Diätenklasse V) und den Sektionsräten (Diätenklasse VI).
Literarische Berühmtheit verdankt dieser Rang der Figur des Sektionschefs Tuzzi aus Robert Musils Roman Der Mann ohne Eigenschaften sowie dem Sektionschef Leonidas Tachezy aus Franz Werfels Eine blaßblaue Frauenschrift. In der breiten Öffentlichkeit wurde dieser Rang durch die Figur des Sektionschefs Lafite aus der Sendereihe Die liebe Familie bekannt. In der Fernsehserie Ich heirate eine Familie wird Onkel Rudolf aus Wien als „Herr Sektionschef“ betitelt.

## Schweiz
In der Schweiz hat die Bezeichnung Sektionschef zwei Bedeutungen:
Im militärischen Bereich ist der Sektionschef die Verbindungsstelle zwischen den Angehörigen der Armee in Zivil und den militärischen Amtsstellen. Er ist heute hauptsächlich noch für die Adressverwaltung und Kontrolle der, in seiner Gemeinde lebenden militärdienstpflichtigen Personen zuständig. Zusätzlich informiert er über militärische Belange. Da die heutige Schweizer Armee viel weniger Dienstpflichtige hat und die Bestände allgemein zurückgegangen sind, hat nicht mehr jede Gemeinde einen eigenen Sektionschef.
Im zivilen Bereich ist ein Sektionschef in den Bundesämtern der Schweizerischen Eidgenossenschaft ein Bundesangestellter, der eine „Sektion“ leitet. Diese sind nicht hochrangig wie in den Nachbarländern.